# Janus Theeuwes
Janus Theeuwes (eigentlich Adrianus Cornelis Theeuwes; * 4. April 1886 in Gilze en Rijen, Nordbrabant; † 7. August 1975 in Tilburg) war ein niederländischer Bogenschütze.
Theeuwes nahm an den Olympischen Spielen 1920 in Antwerpen teil und gewann mit der Mannschaft eine Goldmedaille im Wettbewerb Bewegliches Vogelziel, 28 Meter.